# Leptoglossus occidentalis
La chinche americana del pino o chinche americana de las piñas (Leptoglossus occidentalis) es una especie de insecto hemíptero de la familia Coreidae. Es una especie originaria del oeste de Norteamérica, desde las Montañas Rocosas y California hasta Columbia Británica e Idaho, pero recientemente ha expandido su área de distribución hasta el este de Norteamérica, en zonas como Connecticut y New Hampshire, a México, y ha llegado accidentalmente a Argentina y Europa donde se comporta como especie exótica invasora y afecta a las cosechas de piña del pino piñonero y al cultivo de pinos en vivero. La primera cita en Europa sucedió en Italia en 1999. En Asia, se encontró por primera vez en Japón en 2008. En España, está incluida en el Catálogo Español de Especies Exóticas Invasoras, regulado por el Real Decreto 630/2013.

## Descripción
La longitud media de L. occidentalis es de 16-20 mm, siendo los machos menores que las hembras. Pueden volar y producen un zumbido cuando lo hacen. Leptoglossus occidentalis, de coloración parda y rojiza; puede identificarse gracias a sus tibias traseras aplanadas, a las espinas de sus fémures posteriores, a las bandas claras y oscuras que recorren el exterior de las alas a ambos lados del abdomen y también gracias al dibujo blanco en forma de silla en sus hemiélitros. Sus método principal de defensa es expulsar un olor desagradable y amargo; a pesar de ello, no pertenecen a la familia Pentatomidae, sino a la Coreidae. Aunque a primera vista guardan cierta similitud con chinches cazadoras, como Arilus cristatus y otras chinches asesinas de la familia de la xinxaaa americana del pI Reduviidae, en realidad no están emparentadas estrechamente, a pesar de que todas cuenten con proboscis; solamente las chinches asesinas muerden incluso sin ser molestadas. Sí pueden llegar a morder con la proboscis si se las maneja bruscamente, pero es difícil que causen daño, porque están adaptadas a sorber savia y no a cazar como los redúvidos. En Chile, se ha confundido con chinches de la subfamilia Triatominae, lo que ha causado una alarma injustificada.

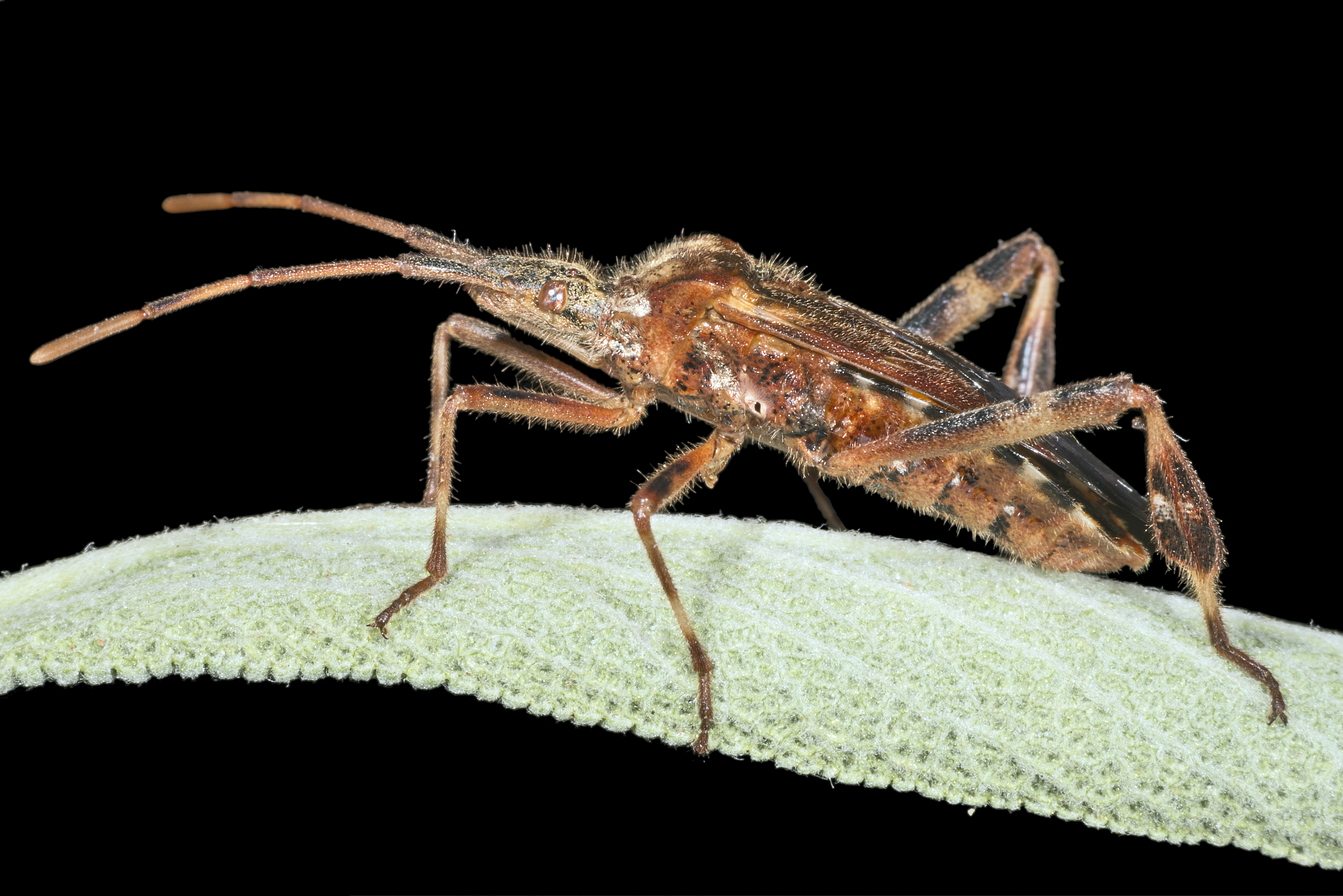
Vista lateral
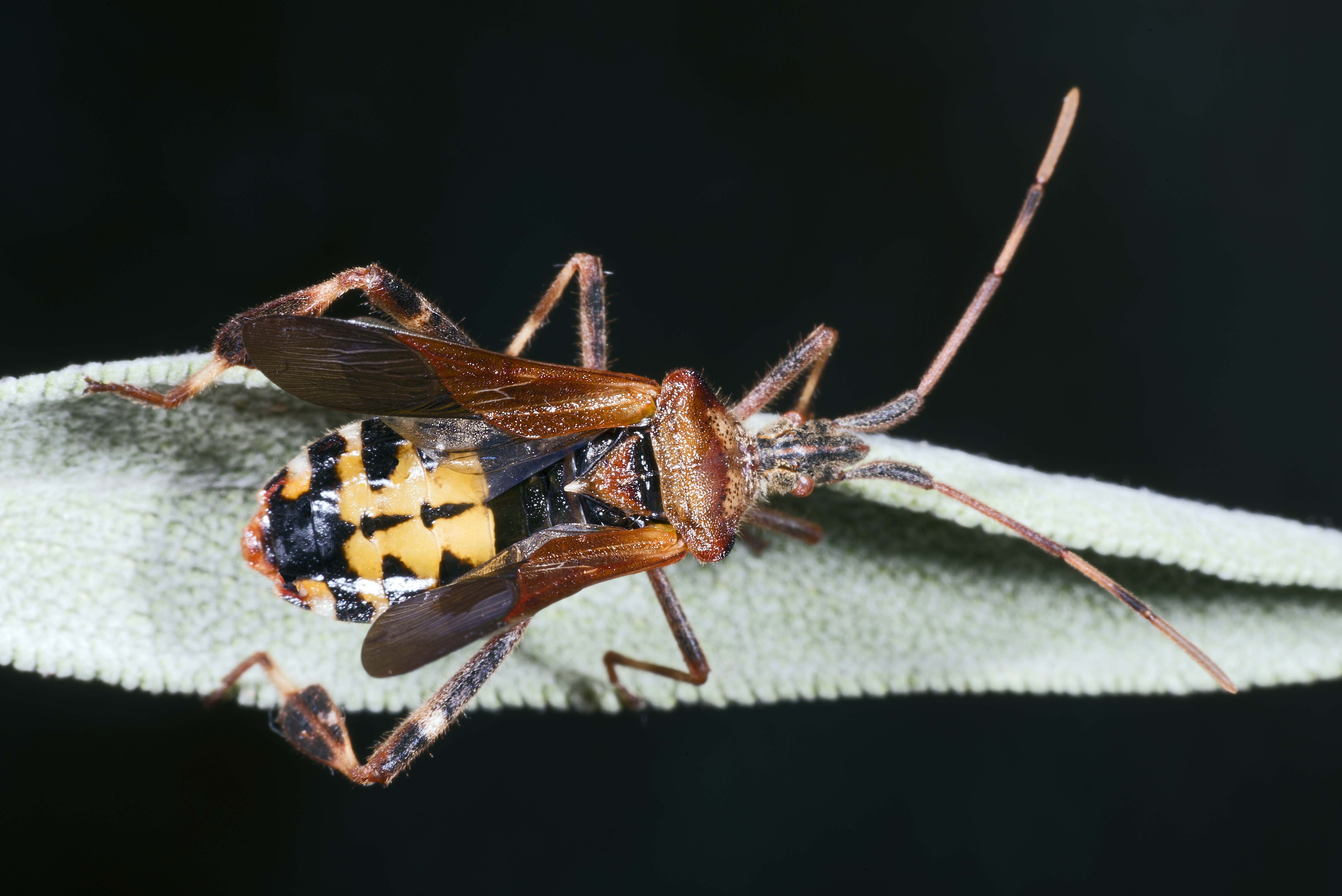
Abdomen
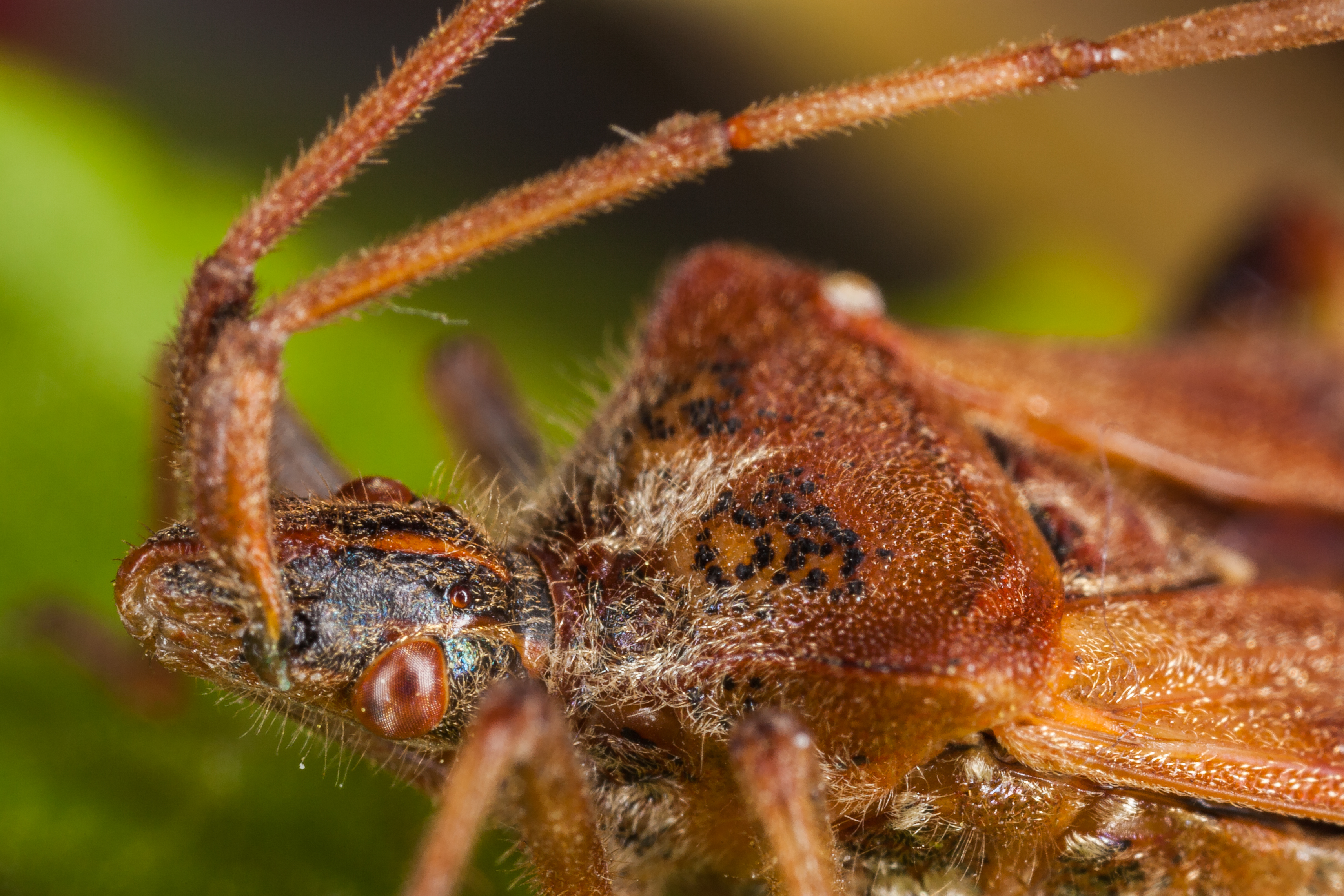
Detalle de la cabeza
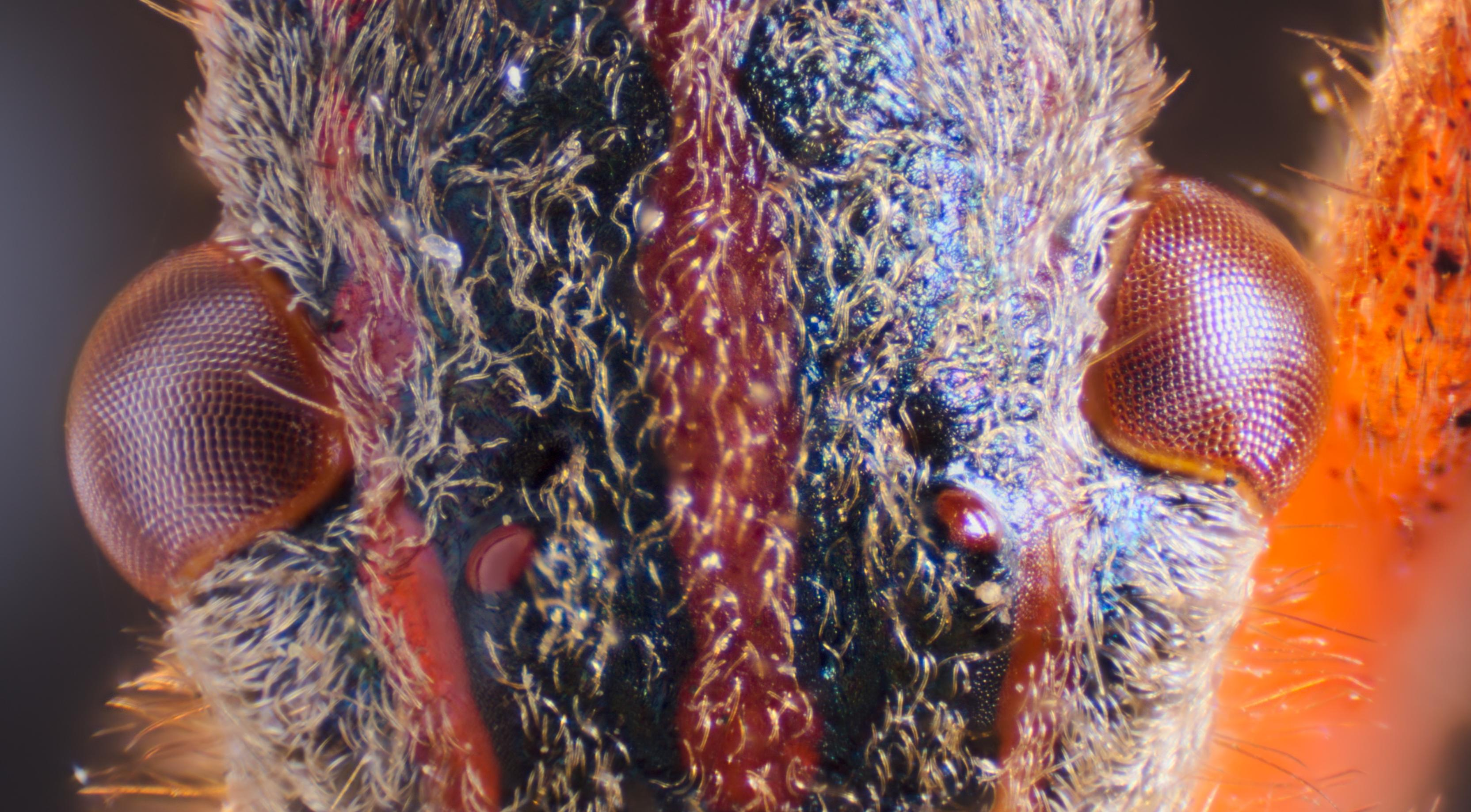
Macrofotografía de los ojos
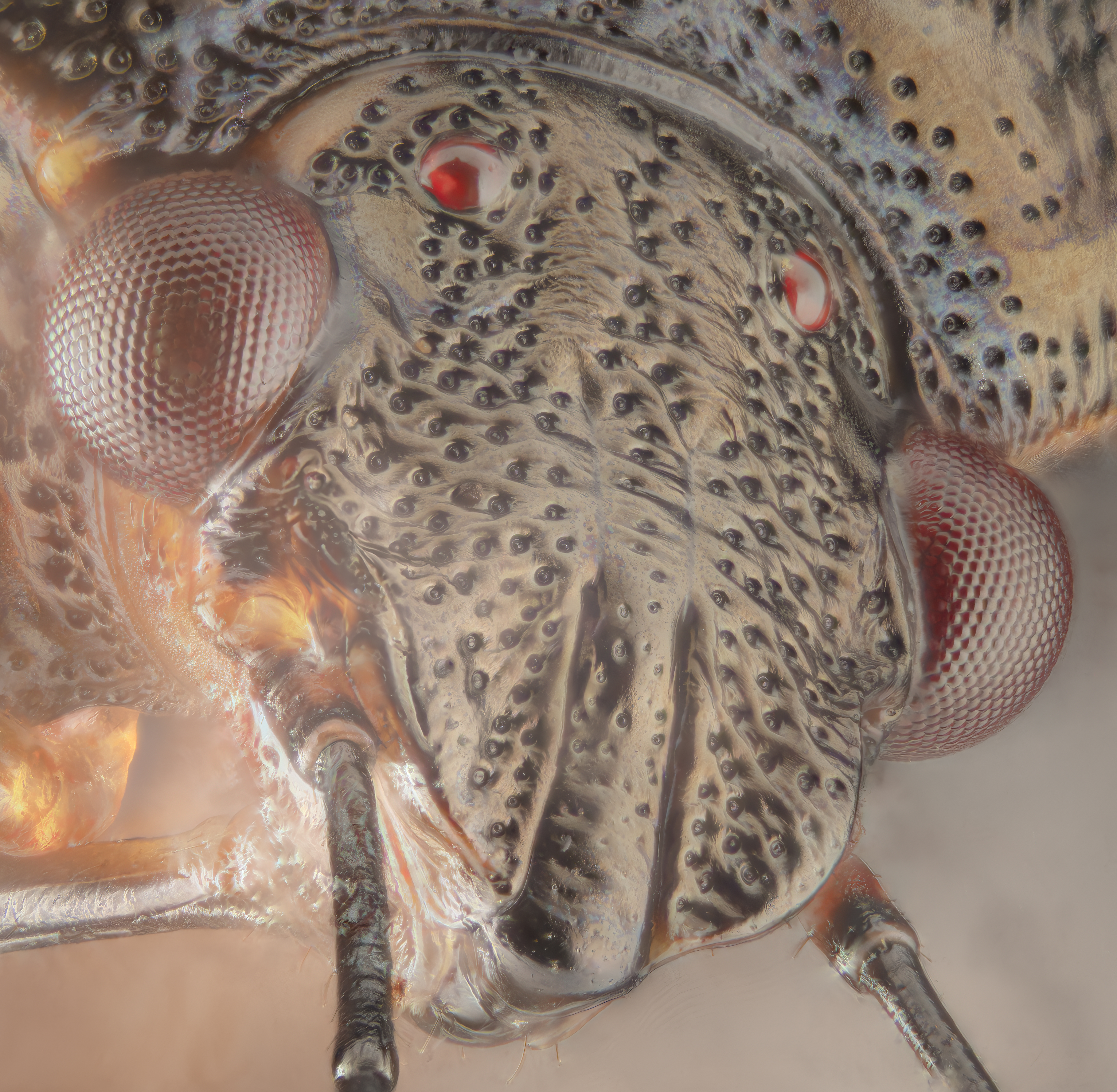
Leptoglossus occidentalis detalles.